# Vagovina
Vagovina is een plaats in de gemeente Čazma in de Kroatische provincie Bjelovar-Bilogora. De plaats telt 413 inwoners (2001).